# Заставновский район
Заста́вновский райо́н (укр. Заставнівський район) — упразднённая административная единица Черновицкой области Украины. Административный центр — город Заставна.

## История
Образован в 1940 году. В 1962—1966 территория района входила в состав Кицманского района. В ходе административно-территориальной реформы в Украине, в 2020 году район был упразднён, его территория вошла в состав Черновицкого района. На территории района были сформированы Веренчанская, Горишнешеровецкая, Заставновская, Кадубовецкая, Кострижевская, Окнянская и Юрковецкая территориальные общины.

## Население
По данным всеукраинской переписи населения 2001 года в населении района присутствовали следующие этнические группы:
- украинцы — 99,1 %
- русские — 0,6 %[3].